# شاد محل (دشت سر)
شاد محل (بالفارسية: شادمحل) هي قرية تقع في إيران في قسم دشت سر الريفي. يقدر عدد سكانها بـ 4,065 نسمة .